# Naoki Hatada
Naoki Hatada (født 11. september 1990) er en japansk fodboldspiller.
Han har spillet for flere forskellige klubber i sin karriere, herunder Ventforet Kofu, Blaublitz Akita, AC Nagano Parceiro og Gainare Tottori.